# 1020 Аркадија
1020 Аркадија (енгл. 1020 Arcadia) је астероид главног астероидног појаса чија средња удаљеност од Сунца износи 2,793 астрономских јединица (АЈ).
Апсолутна магнитуда астероида је 11,9 а геометријски албедо 0,223.